# Ferdinand Schröppel
Ferdinand Schröppel (* 5. August 1902 in Sindolsheim; † 8. September 1973 in Tübingen) war ein deutscher Apotheker. 

## Leben
Nach einem 4 semestrigen Studium der Naturwissenschaften und der Mathematik an der Universität Heidelberg war Schröppel von 1924 bis 1926 Apotheker-Praktikant in Wertheim. Einer einjährigen Assistententätigkeit in einer Stettiner Apotheke schloss sich von 1927 bis 1929 das Pharmaziestudium an der Universität Tübingen an, von der auch 1932 mit einer botanischen Dissertation zum Dr. rer. nat. promoviert wurde. 
Von 1937 bis 1939 verwaltete Schröppel die Löwen-Apotheke in Freudenstadt und pachtete danach die Bartholomäus-Apotheke in Markgröningen (1939) und die Hof-Apotheke in Sigmaringen (1947), bis er 1950 die Konzession zur Eröffnung der Löwen-Apotheke in Tübingen erhielt, die er bis 1969 leitete.
Über mehrere Jahrzehnte hatte Schröppel durch seine ehrenamtlichen Tätigkeiten so manchen wesentlichen Beitrag zu verschiedenen pharmazeutischen Disziplinen erbracht. Von 1948 bis 1969 war Schröppel Mitglied des Ausschusses für die pharmazeutischen Vorprüfung für die Regierungsbezirke Nordwürttemberg und Südwürttemberg-Hohenzollern und von 1950 bis 1971 ehrenamtlicher Pharmazierat beim Regierungspräsidium Tübingen.

## Veröffentlichungen
- Katalase, Peroxydase und Atmung bei der Keimung lichtempfindlicher Samen von Nicotiana tabacum. Dissertation Tübingen 1932.